# Baldeneysee
Baldeneysee – jezioro w Niemczech. Powierzchnia tego jeziora wynosi 2,6 km². Jezioro znajduje się w kraju związkowym Nadrenia Północna-Westfalia.